# Marcell Komor
Marcell Komor (în maghiară: Komor Marcell, n. 7 noiembrie 1868, Pesta – d. 29 noiembrie 1944, Sopronkeresztúr) a fost un arhitect maghiar care a lucrat împreună cu Jakab Dezső. Cei doi sunt promotorii curentului secessionist maghiar inițiat de Ödön Lechner.

## Familia
Komor se naște intr-o familie de evrei cu șapte copii. Tatăl său, Salamon Kohn, era rabin. Mama lui era Lujza Eibuschitz. Părinții au avut șapte copii: Izidor, Siegfrid, Arnold, Gyula, Kamilla, Regina și Marcell. Familia a înfiat un al optelea băiat, Pál Újlaki, care va ajunge medicul reginei olandeze Wilhelmina. Marcell Komor va ajunge cel mai cunoscut membru al familiei. 

## Cariera
Cariera lui începe odată cu obținerea diplomei în 1891 la Universitatea Tehnică. Lucrează la biroul lui Győző Czigler, apoi în biroul lui Alajos Hauszmann pentru ca ulterior să lucreze în biroul lui Ödön Lechner. În biroul lui Lechner începe să lucreze la interiorul Muzeului de Artă Industrială și la un proiect al Muzeului Geologic care va câștiga premiul întâi. Alături de Dezső Jakab deschide un birou de arhitectură în anul 1897 care va funcționa până în 1918. Aceasta este perioada în care arhitectul va prospera cel mai mult. Alături de Dezső Jakab câștigă o serie de concursuri și proiecte din care majoritatea se vor realiza.
Au proiectat atat locuințe (imobil de raport metropolitan 1909–1910, strada Hegedűs Gyula, număr 94) cât și clădiri publice (la Szentes, Hotel și Vigadó Petőfi 1898-1899, la Subotica proiectează sinagoga 1902, Tg-Mures- Primăria și teoretic și Palatul Culturii 1907-1909, Vulturul Negru la Oradea -1907-1908, la Sabotica Primăria în 1908-1910, etc.) În afară de clădiri publice au mai realizat numeroase locuințe private. Lucrează la proiectul Institutului Național de Securitate Socială Fiumei început în 1912 și lucrează inclusiv la modificările moderniste din 1930 (turnul este demolat în 1967). Realizează proiecte împreună cu fiul lui, Komor János (proiectul unei vile la Budapesta pe stada Árvácska, numărul 4).
Are o activitate publicistică importantă. El a fondat revista Jurnalul antreprenorilor în 1901 care apare odată la două săptămâni. El a fost editorul principal și aproape în fiecare număr apare o publicație de-a sa. În articolele sale se vede influența mentorului Lechner Ödon sau al colegului lui Károly Kós conform căruia arhitectura modernă maghiară poate doar să se realizeze folosind motivele naționale si formele tradiționale. Împreună cu tehnologiile contemporane el îi dă fiului său la sfârșitul anilor 1920 această revistă, cu Borbíró (Bierbauer) Virgil  preluând rolul de editor. Aceasă revistă va deveni ulterior una din cele mai importante reviste maghiare de arhitectură modernă avangardistă și își va schimba denumirea în „Spațiu și formă”. 
În 1944 este Marcell Komor este deportat. Devine victimă a nazismului în Austria. 

### Ca editor
- Între 1901 și 1914 este editorul revistei Vállalkozók Lapja (Revista antreprenorilor), conform unelor surse chiar editorul principal. A publicat sub pseudonimul Ezrey. Câteva titluri din articolele lui: Stil Budapestan, Cult și artă, Arta inginerilor, Arhitectură modernă, Tátray Lajos, Băile Hungária, Huszka-Lechner. Wagner la Budapesta.
- Numeroase articole în revista Pesti Hírlap (Ziarul Pestan)

## Operele sale
Proiectele concepute în colaborare cu Jakab Dezső :
- 1890-1900. Szentes. Hotel și sală de teatru Petőfi Concurs: Premiul I. și  realizare.
- 1898. Expo Paris în 1900. Pavilionul Ungariei. Concurs: Premiul II.
- 1899. Szeged. Sinagogă.
- 1899. Budapesta. Bursă de valori și marfă, proiect.
- 1900. Budapesta, VI. str. Csengery nr. 76. Casă de locuit.
- 1901. Subotica, Sinagogă. Concurs: premiul I. și realizare în 1902.
- 1901. Pécs. Administrație poștală. Concurs: premiul III.
- 1902. Bratislava. Camera de Comerț și Industrie. Concurs: premiul I.
- 1902. Budapesta. Mauzoleul Kossuth,Concurs. (împreună cu sculptorul Vedres Márk)
- 1903. Budapesta, XIII. str. Radnóti Miklós nr. 4-6. Casă de locuit.
- 1903. Bratislava. Hală pentru piață, concurs.
- 1904. Kiskunfélegyháza. Școala centrală. Concurs: premiul II. (cu Gesztesi Mihály)
- 1905. Budapesta. Băile publice Sáros-fürdő. (cu Márkus Géza) [nefuncțională]
- 1904-1907. Kecskemét. (piața Széchenyi nr. 7.), piața Kossuth nr. 4. Casa industriei. Concurs: premiul I. și realizare. (Astăzi: Casa tineretului).
- 1905. Budapesta. Statuia Libertății. Concurs. (cu Márkus Géza și sculptorul Kallós Ede)
- 1905. Kiskunhalas. Hotel. Concurs: premiul I.  (cu Márkus Géza)
- 1905-1906 Nagyvárad. str. Patriotilor nr 4-6, casele Adorján
- 1905. Salonta. Primărie. Concurs: premiul II.
- 1905. Sinagoga Marcali. (modificată)
- 1905. Târgu Mureș. Primărie. Concurs: premiul I.
- 1906-1907.Palatul administrativ, Târgu Mureș (1910, construit între 1911 -1913)
- 1906-1907. Kecskemét.Casa industriei
- 1906. Oradea. Camera de comerț și industrie. Concurs: premiul I.
- 1906. Oradea. Hotelul Vulturul Negru. Concurs: premiul I.  Realizat: 1907-1908 [nefuncțională]
- 1906. Oradea. Casă de economii. Concurs: premiul II.
- 1906. Bratislava. Vigadó și palatul muzicii
- 1907. Subotica, Primărie. (realizat 1908-1910)
- 1907. Subotica. Banca comercială
- 1907. Budapesta. Sediul fundației pentru muncitorii bolnavi.
- 1908. Budapesta, I. piața Döbrentei, casă de locuit. (demolată)
- 1908. Viena. Ministerul apărării. Concurs: premiul III.
- 1908. Timișoara. Banca de Scont
- 1908-1909. Szolnok. Bancă Comercială și casă de economii. (nu s-a păstrat)
- 1908-1909. Oradea. palatul Stern
- 1908-1909. Budapesta, VI. str. Benczúr nr. 47. Sanatoriul Liget. [nefuncțională]
- 1909. Palics. Vigadó.
- 1909-1910. Budapesta, VI. str. Színyei Merse nr. 21. casa Lefèvre
- 1909-1910. Budapesta, II. str. Keleti Károly nr. 29-31. biroul și locuința lui Komor și Jakab.
- 1909-1910. Budapesta, VIII. str. Hegedüs Gyula nr. 94. Locuință colectivă.
- 1910. Târgu Mureș. casa administrativă a județului (vármegye) Mureș-Turda. Concurs: premiul I. [nefuncțională]
- 1910. Déva, teatru.
- 1910. Budapesta, VIII. str. Rákóczi nr. 43. Hotelul Palace.
- 1911. Palatul bancii Budapesta. palotája. Tervpályázat: megvétel. [nefuncțională]
- 1911. Budapesta, VII. str. Dózsa György nr 84. Sanatoriul Park (demolată)
- 1911. fosta Opera Poporului, (astăzi: teatrul Erkel (realizat cu ajutorul planurilor lui Márkus Géza)
- 1911-1913. Târgu Mureș Palatul Culturii,
- 1912. Buda, Sinagogă. Concurs. [nefuncțională]
- 1912-1914. palatul regelui bulgar Murány Ferdinánd. Concurs: premiul I. și realizare.[6]
- 1913. Teatrul Național din Budapesta